# Gerolsbach
Gerolsbach – miejscowość i gmina w Niemczech, w kraju związkowym Bawaria, w rejencji Górna Bawaria, w regionie Ingolstadt, w powiecie Pfaffenhofen an der Ilm. Leży około 10 km na zachód od Pfaffenhofen an der Ilm.

## Demografia
Dane o ludności z 31 grudnia 2008:
| Opis                                | Ogółem | Ogółem | Kobiety | Kobiety | Mężczyźni | Mężczyźni |
| ----------------------------------- | ------ | ------ | ------- | ------- | --------- | --------- |
| Jednostka                           | osób   | %      | osób    | %       | osób      | %         |
| Populacja                           | 3295   | 100    | 1603    | 48,65   | 1692      | 51,35     |
| Wiek przedprodukcyjny (0–17 lat)    | 748    | 22,7   | 363     | 11,02   | 385       | 11,68     |
| Wiek produkcyjny (18–65 lat)        | 2031   | 61,64  | 959     | 29,1    | 1072      | 32,53     |
| Wiek poprodukcyjny (powyżej 65 lat) | 516    | 15,66  | 281     | 8,53    | 235       | 7,13      |

## Polityka
Wójtem gminy jest Martin Seitz z CSU, wcześniej funkcję tę sprawował Josef Ries, rada gminy składa się z 16 osób.
|      | CSU | FWG | CWG | UB | Razem |
| 2008 | 6   | 3   | 3   | 4  | 16    |
| 2002 | 8   | 5   | 3   | -  | 16    |

## Oświata
W gminie działają 2 przedszkola i szkoła podstawowa (9 nauczycieli, 188 uczniów).